# Battaglia di Haw's Shop
La battaglia di Haw's Shop (a volte detta anche battaglia di Enon Church) è stata un episodio della guerra di secessione americana combattuto nel maggio 1864 nell'ambito della campagna Terrestre del generale Grant contro l'Armata Confederata della Virginia Settentrionale del generale Lee

## Contesto
A seguito della battaglia di North Anna, Grant continuò con la sua strategia che era quella di cercare di aggirare il fianco destro di Lee spingendolo verso una grande battaglia in campo aperto.
Il 27 maggio 1864, raggiunta la sponda settentrionale del Pamunkey River, la cavalleria nordista costruì una testa di ponte verso la sponda meridionale del fiume. Per impedire che i nordisti avanzassero ulteriormente, Lee inviò un contingente di fanteria che si scontrò con il nemico a Totopotomoy Creek.

## La battaglia
Il giorno dopo Lee inviò anche un contingente di cavalleria sotto il comando del generalmaggiore Wade Hampton per contrastare l'avanzata del brigadiere generale Gregg.
Alle 8 del mattino del 28 maggio Hampton si diresse verso le forze nordiste che erano assestate a ovest di Hanovertown, nei pressi del negozio di un fabbro febbraio (Haw's Shop). Dopo un breve scontro, i confederati si ritirarono verso sud.

## Conseguenze
Nonostante sia durata solo circa sette ore la battaglia di Haw's Shop fu uno degli scontri di cavalleria più cruenti sul fronte orientale della guerra civile americana.
Sia i nordisti che i sudisti reclamarono la vittoria ma in realtà la battaglia non diede alcun esito significativo per i successivi eventi del conflitto.